# Haldenhuhn
Das Haldenhuhn (Lerwa lerwa), auch Lerwahuhn genannt, ist die einzige Art der Gattung (Lerwa) aus der Familie der Fasanenartigen. Es ist eng verwandt mit den Steinhühnern.
Haldenhühner sind Hühnervögel mit kurzen runden Flügeln und einem kräftigen Schnabel. Ihre Läufe sind kurz und stämmig. Hähne sind mit einem Sporn bewehrt. Sie bewohnen den Himalaja von Kaschmir und Garhwal bis nach Tibet sowie einige Hochgebirge in China. Bei Männchen und Weibchen zeigen die Oberseite sowie der Kopf und der Hals eine dichte schwarz-weiße Bänderung. Die Unterseite ist kastanienbraun. Schnabel und Beine sind ähnlich wie beim Chukarhuhn von korallenroter Farbe.
Haldenhühner sind in schroff zerklüfteten Felsformationen mit Grasmatten und Schutthalden in einer Höhe zwischen 2.900 und 5.500 Metern zu finden. Ihr Gefieder ist ihrem Lebensraum so gut angepasst, dass sie optisch selten zu entdecken sind und nur durch ihre Alarmrufe auffallen.